# Calamonastides bensoni
Calamonastides bensoni, "zambiagulsångare", är en fågelart i familjen rörsångare inom ordningen tättingar. Den betraktas oftast som underart till papyrusgulsångare (Calamonastides gracilirostris) men urskiljs sedan 2016 som egen art av Birdlife International och IUCN.
Fågeln förekommer enbart i norra Zambia. Den kategoriseras av IUCN som sårbar.